# 高小宏
高小宏（1968年—2013年11月9日），陕西洋县人，曾作为农民工在北京工作，任陕西安康京康建筑工程有限公司北京地区项目部瓦工班班长，任上被选为全国人民代表大会北京市代表团代表，在代表任期内因病逝世。
2013年，被选为第十二届全国人民代表大会北京地区代表。
因病于2013年11月9日去世。